# فروس
فروس (انگلیسی: Ferrous) شرکت معدن برزیلی است، که در سال ۱۹۸۷ تأسیس شد.